# Acanthostigma revocatum
Acanthostigma revocatum är en svampart som beskrevs av Sacc. 1883. Acanthostigma revocatum ingår i släktet Acanthostigma och familjen Tubeufiaceae.   Inga underarter finns listade i Catalogue of Life.